# Somewhere I Have Never Travelled
«Somewhere I Have Never Travelled» (укр. Де я ніколи не подорожував) — музичний твір американського композитора Бена Джонстона, написаний 1949 року.
«Somewhere I Have Never Travelled» — це пісня для тенора під акомпанемент фортепіано. Текст пісні належить американському поету Едварду Каммінгсу. Бен Джонстон написав її під час навчання в консерваторії та включив її до випускного концерту, разом із квінтетом для духових та творами для фортепіано; акомпаніатором був Ворд Свінгл (в майбутньому — засновник вокального ансамблю Swingle Singers), що навчався у класі Джонстона з композиції. Прем'єра пісні відбулася 7 травня 1950 року в Консерваторії Цинциннаті.

Перші такти пісні

За словами музикознавиці Хайді фон Гунден, яка чула запис випускного концерту Джонстона, цей твір був найуспішнішим здобутком композитора на той час. «Джонстон завжди переймався тим, щоб у піснях було добре чутно текст, і він зміг досягнути цієї чіткості у „Somewhere I Have Never Travelled“». Пісня виконується у повільному темпі; поліфонічний акомпанемент побудований навколо дрону ля-мі-ля, а вокальна партія виконується у крунерській манері.
Ноти до пісні вийшли 1988 року у видавництві Smith Publications.